# Oroz-Betelu
Oroz-Betelu település Spanyolországban, Navarra autonóm közösségben. Oroz-Betelu Arce, Garralda és Garaioa községekkel határos. Lakosainak száma 143 fő (2024).

## Népesség
A település népessége az elmúlt években az alábbi módon változott:
| Lakosok száma | 221  | 199  | 190  | 171  | 166  | 156  | 149  | 146  | 139  | 143  |
|               | 2001 | 2004 | 2007 | 2009 | 2012 | 2014 | 2017 | 2019 | 2022 | 2024 |